# Canal Lingqu
El canal Lingqu (en chino tradicional, 靈渠; en chino simplificado, 灵渠; pinyin, Líng Qú, llamado a veces el canal Mágico) está situado en el condado de Xing'an, cerca de Guilin, en el noreste de la provincia de Guangxi, China. Conecta el río Xiang (con dirección norte, que desemboca en el Yangtsé) con el río Li (con dirección sur, que desemboca en los ríos Gui y Xi), por lo que forma parte de una vía fluvial histórica entre el Yangtsé y el delta del río Perla. Fue el primer canal del mundo que conectó los valles de dos ríos, y permitió que los barcos viajaran 2000 km desde la latitud de Pekín hasta Hong Kong.

## Descripción
En el 214 a. C., Qin Shi Huang, primer emperador de la Dinastía Qin (221-206 a. C.), ordenó la construcción de un canal que conectara los ríos Xiang y Li, para atacar las tribus baiyue del sur. El arquitecto que diseñó el canal fue Shi Lu (en chino tradicional, 史祿). Es el canal que sigue las curvas de nivel más antiguo del mundo,[cita requerida] y recibe su agua del Xiang. Tiene una longitud de 36,4 km y fue equipado con treinta y seis esclusas en el 825. Hay una descripción clara de esclusas en el siglo XII, que probablemente se instalaron en los siglos X u XI. Su diseño también contribuía a la conservación del agua al desviar hasta un tercio del caudal del Xiang al Li.
El canal se ha situado en la lista indicativa del Patrimonio de la Humanidad de la UNESCO.